# .17 HMR
.17英寸口径霍纳迪麦格农凸缘底火弹（英語：.17 caliber Hornady Magnum Rimfire cartridge），简称.17 HMR，是由美国霍纳迪制造公司在2002年研发的一款凸缘底火步枪子弹，是由.22 WMR弹壳缩颈成.17英寸（4.5毫米）口径制造而成，最常见的弹头重量为17格令（1.1克），可以达到810 m/s（2,650 ft/s）的枪口初速。
.17 HMR优越的弹道性能使其在小型动物狩猎市场十分受欢迎。由于.17 HMR的成功，霍纳迪于2004年推出第二代产品.17 HM2，是由.22 LR缩颈后使用同重量但带有塑料尖头的.17口径弹头，可达到640 m/s（2,100 ft/s）的枪口初速。

## 研发过程

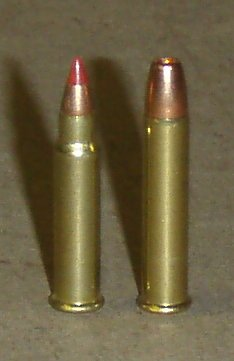
左：.17 HMR，
右：.22 WMR

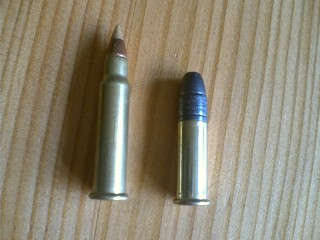
带有塑料尖头的.17 HMR弹（左），对比.22 LR弹（右）

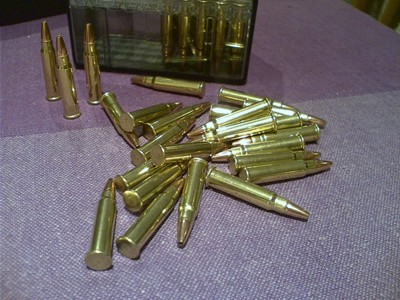
.17 HMR空尖弹

.17 HMR弹和一些凸缘底火“野猫弹”（指没有批量生产的特种弹）十分相似，主要追求平直的弹道，在设计理念上与已经被淘汰的5mm RMR弹（1970至1974年生产，是当时有史以来速度最快的凸缘底火弹）一样。因为5毫米口径的枪管和弹头基本上已经不存在（直到2004年中央底火的.204 Ruger弹推出），市场上还流行的.17口径弹头就称为最佳选择，而且依照逻辑.22 WMR则最适合作为源弹壳。.17野猫弹的初速和精度都非常出色，但是由于弹头重量较轻，终端动能还是不如过去的5mm RMR。
霍纳迪在和马林枪械公司（Marlin Firearms）和斯特姆-儒格合作时采用了同样的思路，以.22 WMR弹壳为起点，缩颈后配上.17口径弹头，使得绝大多数.22 WMR枪械只需要简单更换枪管就可以使用新式子弹。2002年，首款.17 HMR弹药和步枪开始上市，虽然弹药因为高性能弹头的成本而相对昂贵，但仍然要比巨大多数中央底火子弹要便宜。到2004年，CCI、Federal、雷明登等制造商也都开始推出自己品牌的.17 HMR弹药。

## 市场供应
.17 HMR子弹的弹头有15.5格令（1.00克）、17格令（1.1克）和20格令（1.3克）等多种选项，同时还包括塑料尖头、空尖、半被甲、全金属被甲a等多种形态。因为弹头的轻重量和膨胀性限制了终端弹道性能，使其只适合用于小型动物狩猎和打靶。虽然其价格高于普通的.22弹药，但是因为外弹道性能出色，开始越来越受欢迎，生产商也越来越多。
.17 HMR在半自动步枪中使用的安全性还是受到了一些质疑，为此雷明登曾在2009年发布过产品安全警告和召回通知。